# Общественный транспорт Санкт-Петербурга
Санкт-Петербург — крупнейший транспортный узел северо-запада России и второй в стране после Москвы. В городе сходится ряд важных железнодорожных и автомобильных магистралей, имеются крупные морской (в Финском заливе Балтийского моря) и речной (в дельте реки Невы) порты; конечный пункт Волго-Балтийского водного пути; аэропорт Пулково.
Транспортную инфраструктуру города можно охарактеризовать как умеренно-загруженную, однако стабильную по той причине, что инфраструктура в нынешнем виде развивается параллельно с ростом городского населения и автомобильной загруженности.

## Виды общественного транспорта Санкт-Петербурга
Внутригородские пассажирские перевозки осуществляются метрополитеном, автобусами, трамваями, троллейбусами и такси, а ранее в период навигации — также аквабусами. Планируются линии скоростного трамвая «Купчино — Славянка» и «Шушары — Колпино», возобновление работы маршрутов речного трамвая и аэроэкспресс в аэропорт «Пулково-1».
На 2025 год в Санкт-Петербурге действует 449 внутригородских маршрутов автобуса, 42 маршрута трамвая и 47 маршрутов троллейбуса.

### Метрополитен

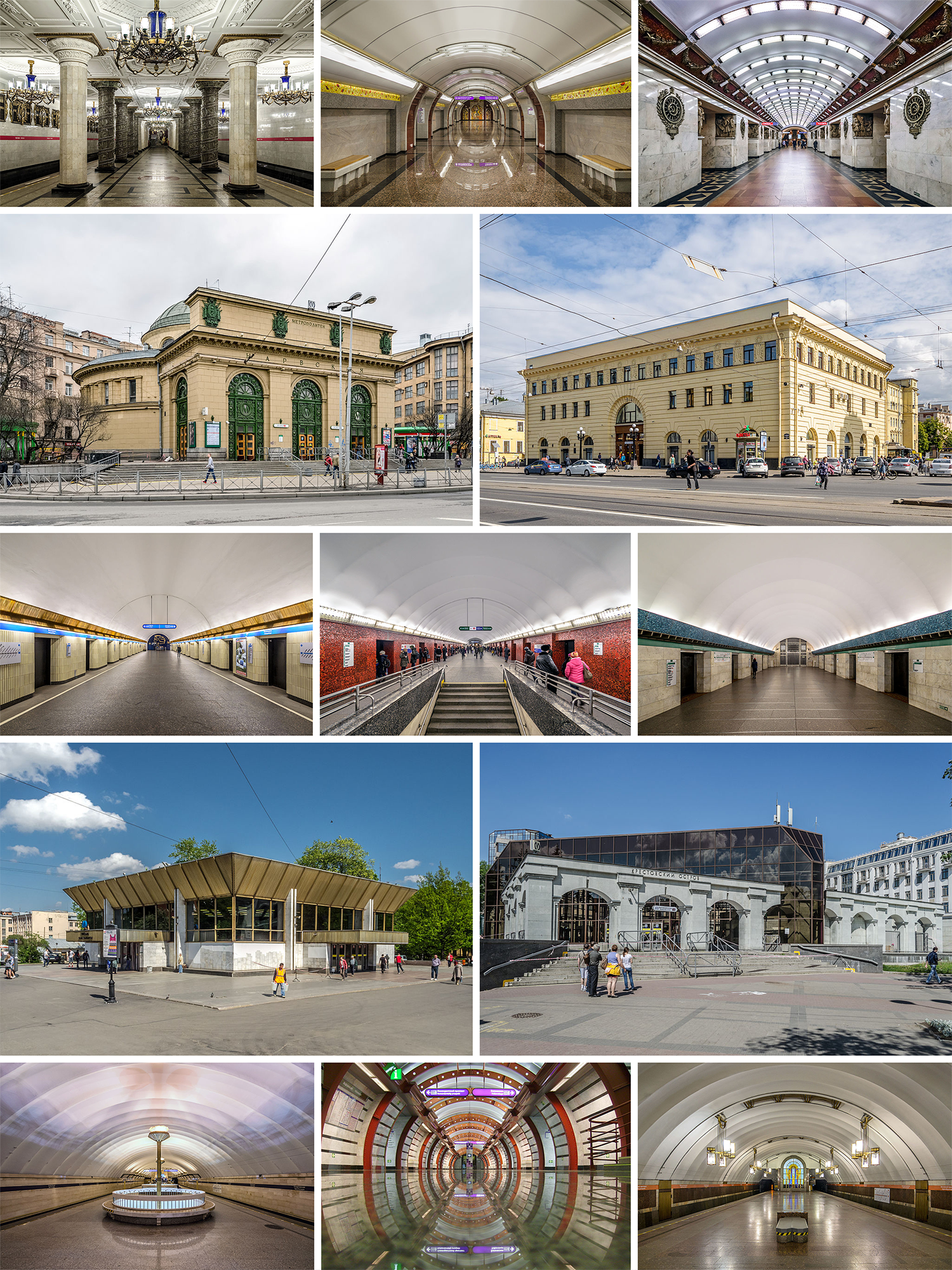
Петербургский метрополитен

Наибольшая доля внутригородских перевозок в Санкт-Петербурге осуществляется метрополитеном, который действует с 15 ноября 1955 года.
Перевозки осуществляются по пяти линиям, на которых расположено 73 станции. Эксплуатационная длина всех линий составляет 113 км. Количество вагонов метрополитена на март 2015 года составило 1709 единиц.
Строительство новых станций ведётся медленными темпами. Отмечается, что метрополитен отстаёт от потребностей города как минимум на 20 лет.
В 2005—2024 годах введено в эксплуатацию 15 новых станций метрополитена (в Москве за тот же период открыто 99 станций). В Санкт-Петербурге продолжается обновление вагонного парка метро по контракту, рассчитанному на 10 лет (с 2022 по 2031 годы). За это время Петербургский метрополитен должен получить 950 вагонов серии «Балтиец».

### Наземный и надземный рельсовый транспорт

#### Городские поезда (проект)
Ранее существовали планы по созданию кольцевой железной дороги, которая, соединила бы юго-западные районы, ст. Броневая, ст. Волковская, проходила бы через Ладожский вокзал и соединила бы северные, северо-восточные районы. Сейчас обсуждается вопрос строительства «открытого» метро с системой «полуколец», по аналогии с Московским центральным кольцом.

#### Железнодорожная ветка в аэропорт (проект)
В 2014 году Министерство транспорта поддержало заявку правительства Санкт-Петербурга на федеральное софинансирование линии аэроэкспресса от аэропорта Пулково до Балтийского вокзала.
1 ноября 2016 года вице-губернатор Игорь Албин заявил, что строительство аэроэкспресса между Пулково и Витебским вокзалом начнётся в июле 2018 года.
В 2019—2020 годах были представлены схемы развития «внутригородских электричек», в том числе — с заездом в Пулково (на этот раз предусмотрена «концепция до 2030 года»).
В целом, перманентные проекты наземных транспортных систем, регулярно рисуемые и представляемые к рассмотрению, выглядят разрозненными, беспорядочными и бессистемными, совершенно не учитывающими как многие топографические аспекты местности, так и объекты уже сложившейся инфраструктуры. Несмотря на то, что на разрабатывание концепций, оторванных от реальности, уходят немалые суммы из бюджета, о какой бы то ни было эффективности осваивания средств речи идти не может, проекты как появляются, так впоследствии (и без последствий) забываются и спустя какое-то время представляются новые. Во многих случаях такое положение вещей оправдывается непростым географическим расположением Санкт-Петербурга (город вынужден огибать имеющийся на западе залив), а также особенностями петербургского грунта, усложняющими любые манипуляции с ним. Тем не менее, перспектива улучшения ситуации многими экспертами видится в решении задач по реализации комплексного подхода к осуществляемым намерениям, который как правило в большинстве случаев просто отсутствует.

### Трамвай

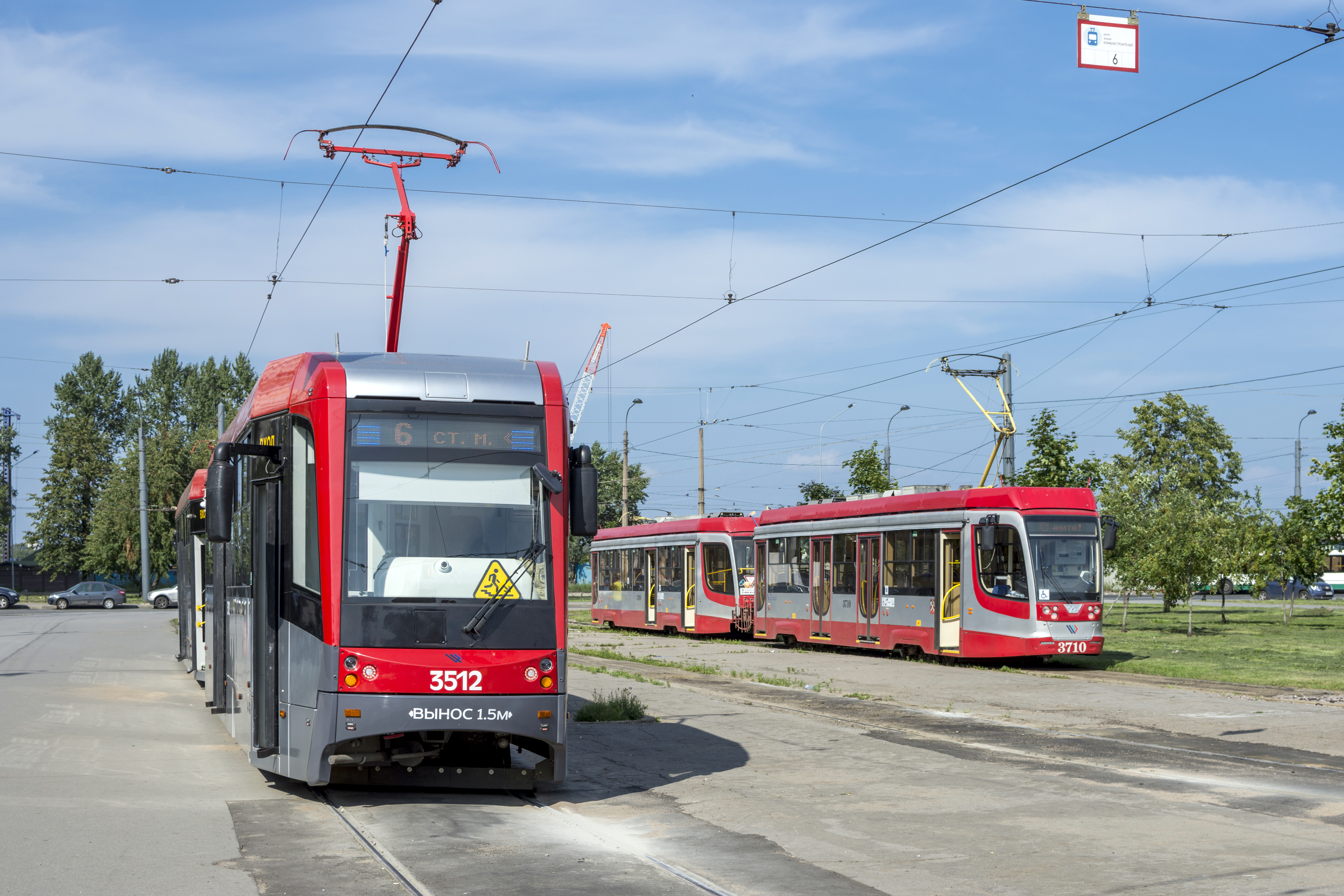
Трамваи ЛМ-68М3 и 71-623.03

Трамвайное движение в Санкт-Петербурге было открыто 29 сентября 1907 года. К концу 1980-х годов трамвайная сеть города стала самой большой в мире и была включена в книгу рекордов Гиннесса. В дальнейшем трамвайное движение на многих магистралях было прекращено, а часть линий была демонтирована. Также была прекращена деятельность четырёх трамвайных парков из десяти.
По состоянию на 2025 год длина трамвайных путей составляет 228 км, действует 42 маршрута. Списочное количество подвижного состава составляет более 700 вагонов. Трамвайное хозяйство города находится под управлением СПб ГУП «Горэлектротранс», за исключением части трамвайной сети в Красногвардейском районе — та обслуживается коммерческим перевозчиком ООО «Транспортная концессионная компания».
В 2013 году объём перевозок пассажиров трамваями составил 191,6 млн человек.
Продолжается обновление электротранспорта по программе транспортной реформы. В 2021—2023 годах введено в эксплуатацию 173 трамвайных вагона, в 2024 году парк увеличился на 110 новых трамваев. До конца 2028 года город планирует приобрести 596 новых трамваев.

#### Скоростной трамвай
Проект появился в 2007 году и первоначально имел название «Надземный экспресс». В 2015 году проект был отменён.
В 2016 году началось проектирование первой линии ЛРТ «метро „Кировский завод“ — Петергоф».
В 2019 году было подписано концессионное соглашение на строительство первой линии скоростного трамвая «Станция метро „Купчино“ — Славянка». Реализация проекта планируется в 2026 году.

### Троллейбус

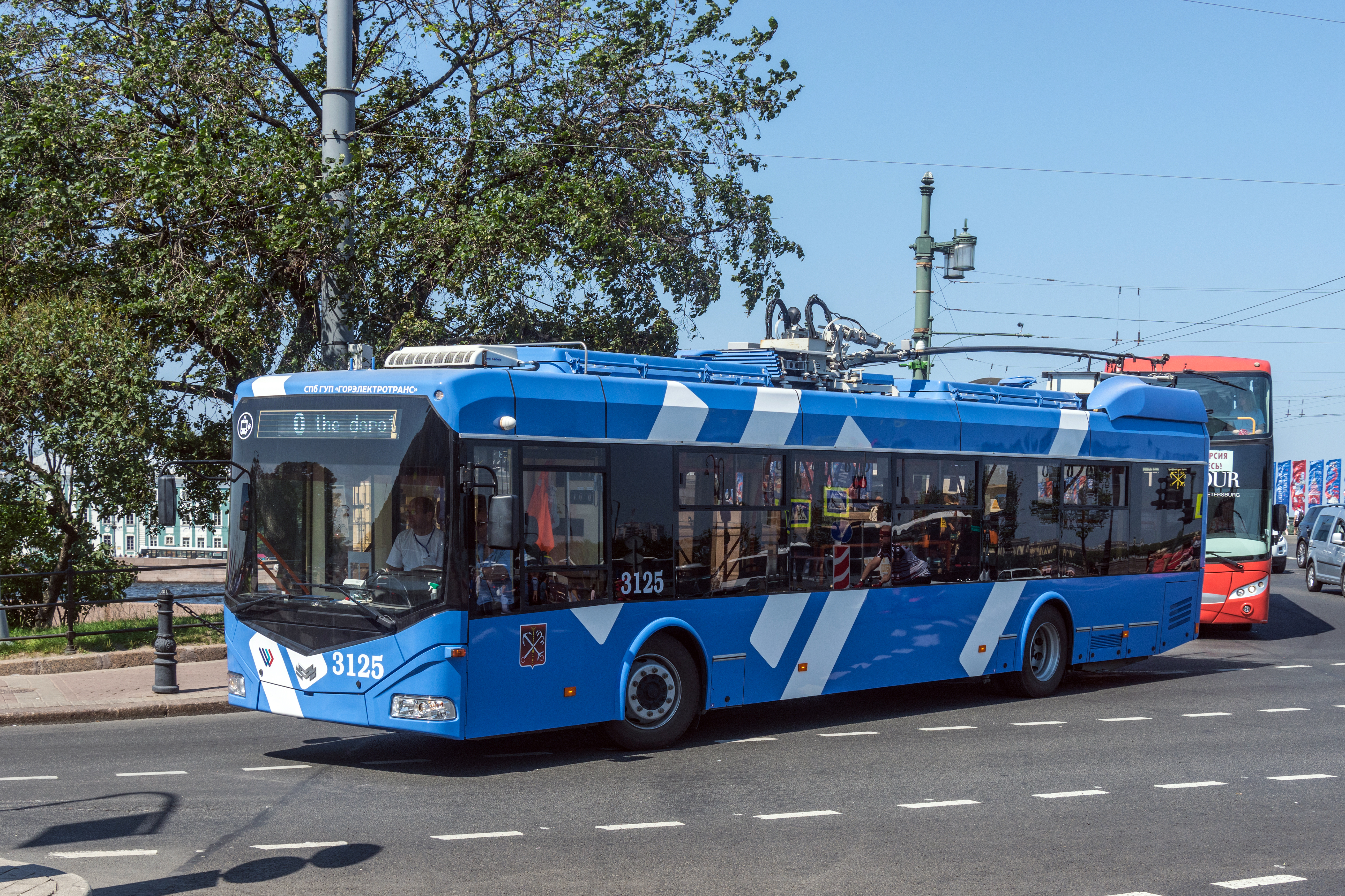
Троллейбус АКСМ-32100D на Дворцовом проезде

Троллейбусное движение в Санкт-Петербурге было открыто 21 октября 1936 года. В 1982 году появились троллейбусные поезда, состоящие их двух троллейбусов ЗиУ-9 соединённых по системе Владимира Веклича. На начало 1990 года предприятия «Ленгорэлектротранса» успешно эксплуатировали 111 поездов. В Санкт-Петербурге эксплуатировалось наибольшее в СССР количество троллейбусных поездов ЗиУ-9.
Перевозки троллейбусами осуществляются по 47 маршрутам, 11 из которых обслуживаются троллейбусами с увеличенным автономным ходом (электробусами с динамической зарядкой). Численность подвижного состава на июль 2025 года составляет около 900 троллейбусов. Объёмы перевозок в 2013 году составили 134,8 млн пассажиров.
Продолжается обновление электротранспорта по программе транспортной реформы. В 2021—2023 годах введено в эксплуатацию 330 троллейбусов, в 2024 году количество троллейбусов возросло до 371. До конца 2028 года город планирует приобрести 587 троллейбусов.

### Автобус

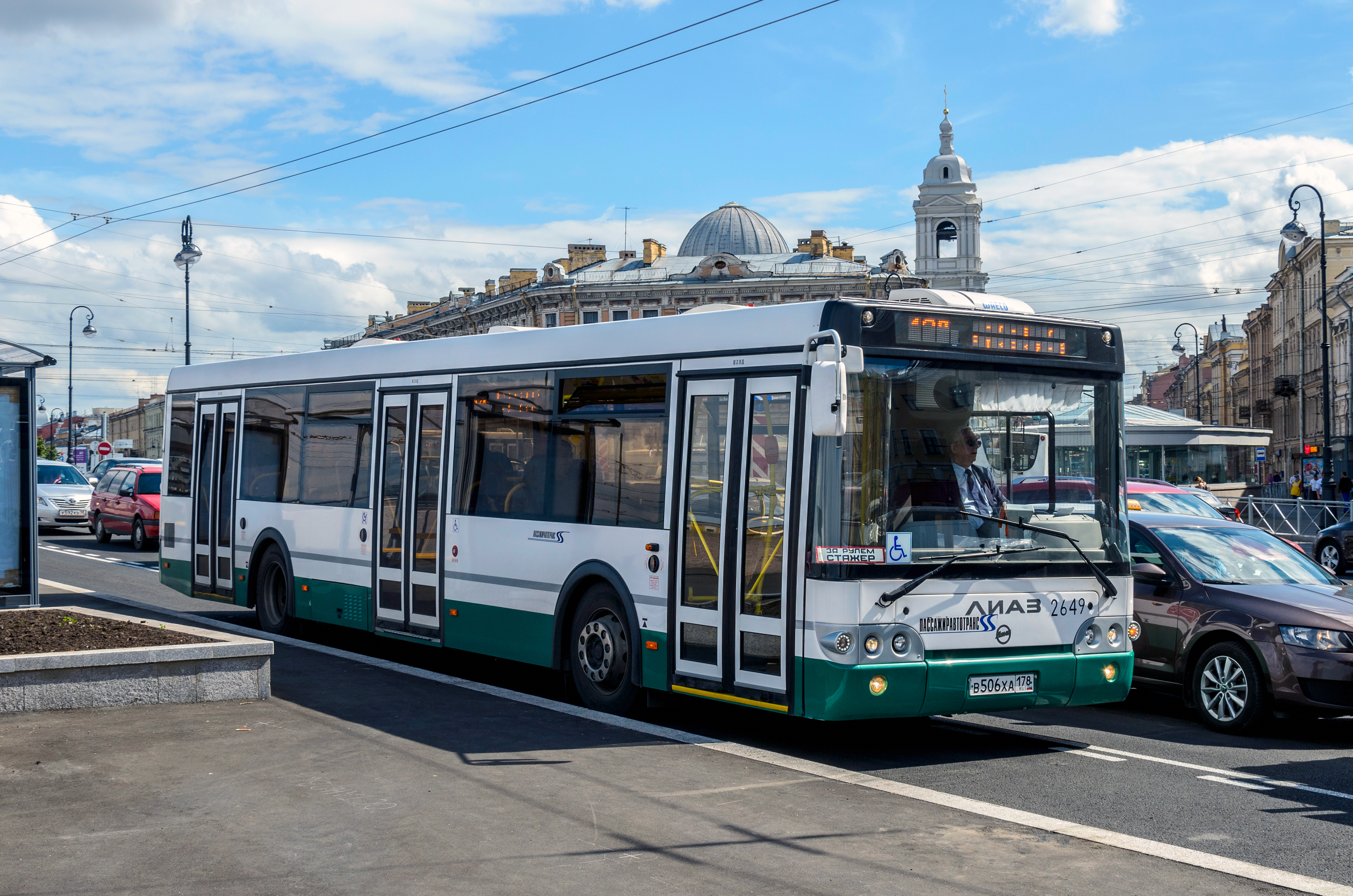
ЛиАЗ-5292 на набережной Макарова

Автобусное сообщение в Санкт-Петербурге было открыто в 1907 году, однако во время Первой мировой войны оно было прекращено. Регулярное движение автобусов было восстановлено в 1926 году.
Маршруты делятся на социальные и коммерческие (обозначаются префиксом „К-“ перед номером). До 2006 года подавляющее большинство социальных маршрутов обслуживало государственное предприятие СПб ГУП «Пассажиравтотранс», а на коммерческих маршрутах работало большое количество перевозчиков различных форм собственности. В результате проведения в 2006 году конкурса на обслуживание автобусных маршрутов у «Пассажиравтотранса» осталось лишь одна треть социальных маршрутов. Остальные маршруты стали обслуживать частные компании, крупнейшими из которых являлись ХТК «Питеравто», АО «Третий парк» и ООО «Петербургская транспортная компания».
На социальных городских маршрутах, обслуживаемых государственным либо коммерческим перевозчиком, действуют все виды проездных билетов (многопоездочные, комбинированные, единые и суточные). Аналогичный порядок действует и на ряде некоторых пригородных маршрутов, не выходящих за пределы Санкт-Петербурга, но в зависимости от перевозчика некоторые разновидности проездных документов недействительны.
По состоянию на 2025 год действует 449 городских маршрутов, численность подвижного состава — более 4600 автобусов (в основном большой и особо большой вместимости).
В 2013 году объём перевозок составил 519,3 млн человек. С учётом официально привлечённого на маршруты общего пользования автотранспорта физических лиц и малых предприятий перевезено 525,5 млн человек.
В 2022 году в ходе реализации «Новой модели транспортного обслуживания» были ликвидированы коммерческие автобусные маршруты (маршрутки). Автобусные пассажирские перевозки осуществляют одна государственная транспортная компания (СПб ГУП «Пассажиравтотранс») и три частные: ООО «Вест-Сервис», АО «Третий парк», ООО «Домтрансавто».
Продолжается обновление электротранспорта по программе транспортной реформы. В 2022–2023 годах городом было закуплено 680 новых автобусов. В 2024 в город заключил контракты на поставку еще более 500 новых автобусов и около 100 электробусов.

### Аквабус

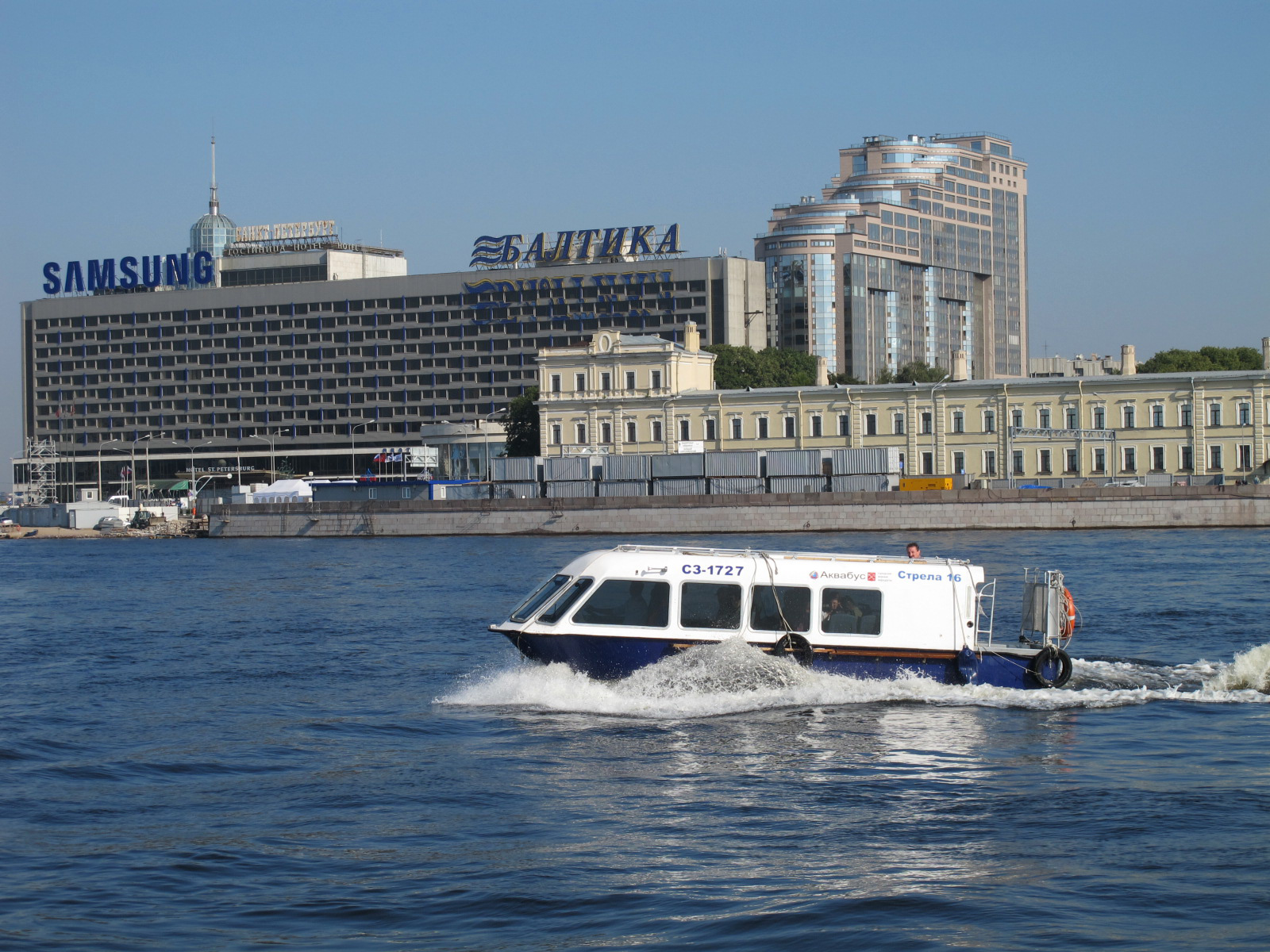
Аквабус на Неве

В 2010—2015 годах в периоды летней навигации работали аквабусы — городской водный общественный транспорт. За 2013 год было перевезено 94,2 тыс. человек.
С 2011 года работали 5 маршрутов:
- Приморская линия[26]
- Невская линия
- Центральная линия
- Пригородная линия
- Курортная линия

В 2015 году работала только Приморская линия (Медный всадник — ЦПКиО). В 2016 году движения аквабусов не было. По состоянию на 2022 год - аквабусы в Санкт-Петербурге с 2015 года не эксплуатировались.

## Оплата проезда
С 1 января 2023 года проезд на наземном общественном транспорте стоит 65 рублей, в метрополитене — 70 рублей.
Первые турникеты в метрополитене появились в 1958 году, до этого их работу выполняли контролёры. Тогда же были выпущены первые жетоны, ранее использовались бумажные проездные билеты. В 1961—1992 годах вместо жетонов применялись монеты.
В 1994 году началось оснащение станций системой электронных платежей с использованием первых в России магнитных карт. Работники метрополитена получили их к концу года, в июне 1995 карты раздавались сотрудникам транспортной инспекции, судьям Конституционного суда, работникам прокуратуры, налоговой инспекции и таможни, а с июля — простым пассажирам. 1 октября 1995 года появились первые льготные карты для пенсионеров.
В 1996 году вводятся в обращение транзитные карточки для проезда без дополнительной оплаты аварийного участка линии 1. Карты давали право на одну поездку, но после первого прохода возвращались владельцу и в течение двух часов после этого могли быть предъявлены вновь в турникеты станций «Лесная» или «Площадь Мужества».
В конце 2001 года начинается тестирование первых бесконтактных смарт-карт среди работников метрополитена. С 1 сентября 2002 года вводятся льготные БСК для студентов на месяц. Вплоть до 31 декабря 2006 года велась замена магнитных карт на БСК. В 2007 году начался поэтапный переход с багажных магнитных карт на багажные бесконтактные смарт-жетоны.
1 января 2011 года введён в обращение «Единый электронный билет», оформляемый на основе БСК «Подорожник», предоставляющий право на совершение поездок в пределах фиксированной суммы.
С 22 ноября 2010 года на всех станциях петербургского метро началось тестирование новой системы оплаты проезда через мобильный телефон. Воспользоваться ею смогут абоненты оператора «Мегафон», купив специальный стикер со встроенным чипом. Он крепится на заднюю панель мобильного телефона и служит своего рода аналогом проездных карточек. Приложив его к турникету, обладатель телефона попадает в метро.
С 15 июля 2022 года оплатить проезд в автобусах частных перевозчиков, а также на некоторых троллейбусных и трамвайных маршрутах можно только безналичным способом: льготным проездным билетом, картой «Подорожник», банковской картой или QR-билетом, который можно приобрести в кассах метро, киосках «Организатора перевозок» или купить онлайн.

### Средства оплаты проезда в общественном транспорте

#### Электронная карта «Подорожник»
Бесконтактная смарт-карта «Подорожник» позволяет оплачивать проезд на всех видах общественного транспорта Санкт-Петербурга в пределах фиксированной суммы. Помимо этого возможна запись на карту многопоездочных, комбинированных, единых и суточных видов билетов.
| Количество поездок                                                     | Стоимость, ₽ |
| ---------------------------------------------------------------------- | ------------ |
| 1 в метро                                                              | 49           |
| 1 в наземном транспорте                                                | 44           |
| 2 (в пределах 1 часа в рамках пересадочного тарифа «60 минут»)         | 10           |
| 3 и более (в пределах 1 часа в рамках пересадочного тарифа «60 минут») | —            |

В начале 2016 года в продаже появились брелоки «Подорожник», которые были быстро раскуплены. В дальнейшем брелоки появлялись в кассах метрополитена только в мае 2016 года (вариант к ЧМ-2016 по хоккею) и в КВЦ «Экспофорум» на форуме «SmartTransport-2016».
Пополнить карту можно в кассах и терминалах метрополитена, на сайте карты «Подорожник» и в мобильном приложении для Android. Приобрести карту можно в кассах метрополитена, в офисах СПб ГКУ «Организатор перевозок» (ул. Рубинштейна, д. 32; пл. Ленина, д. 8/8), а также через сайты некоторых банков.
С 1 апреля 2022 года для владельцев карты введён пересадочный тариф «60 минут». Он действует в наземном городском транспорте. Согласно ему, стоимость первой поездки - 44 рубля, второй - 10 рублей, третьей и последующих - бесплатно (все поездки должны быть совершены в течение часа). При пересадке на метро или областной транспорт действие тарифа прерывается.

#### Карта гостя «Petersburg Card»
Карта гостя рассчитана на индивидуального туриста и имеет варианты:
- 2 дня (3200 рублей)
- 3 дня (4200 рублей)
- 5 дней (5000 рублей)
- 7 дней (5500 рублей)

В карту гостя входят посещения музеев и экскурсий, также она предоставляет скидки на бронирование гостиниц, посещение кафе и ресторанов, карта включает электронный билет для проезда на общественном транспорте, работающий аналогично «Подорожнику». При активном посещении музеев и экскурсий она позволит сэкономить от 30 % и более затрат на поездку.
Пополнить карту можно в кассах метрополитена. Приобрести карту можно на сайте Архивная копия от 9 ноября 2016 на Wayback Machine и в специальных точках продажи Архивная копия от 9 ноября 2016 на Wayback Machine.

#### Карта города
Карта города является одновременно электронным кошельком «Подорожник», парковочным билетом, с которым можно бесплатно пользоваться перехватывающими парковками, и картой скидок, в том числе на авиабилеты. Карта города может собирать разные карты лояльности и собирать их в одной.
Приобрести карту можно в кассах метрополитена, причём цвет Карты города соответствует цвету линии, на которой была куплена карта.

#### Галерея

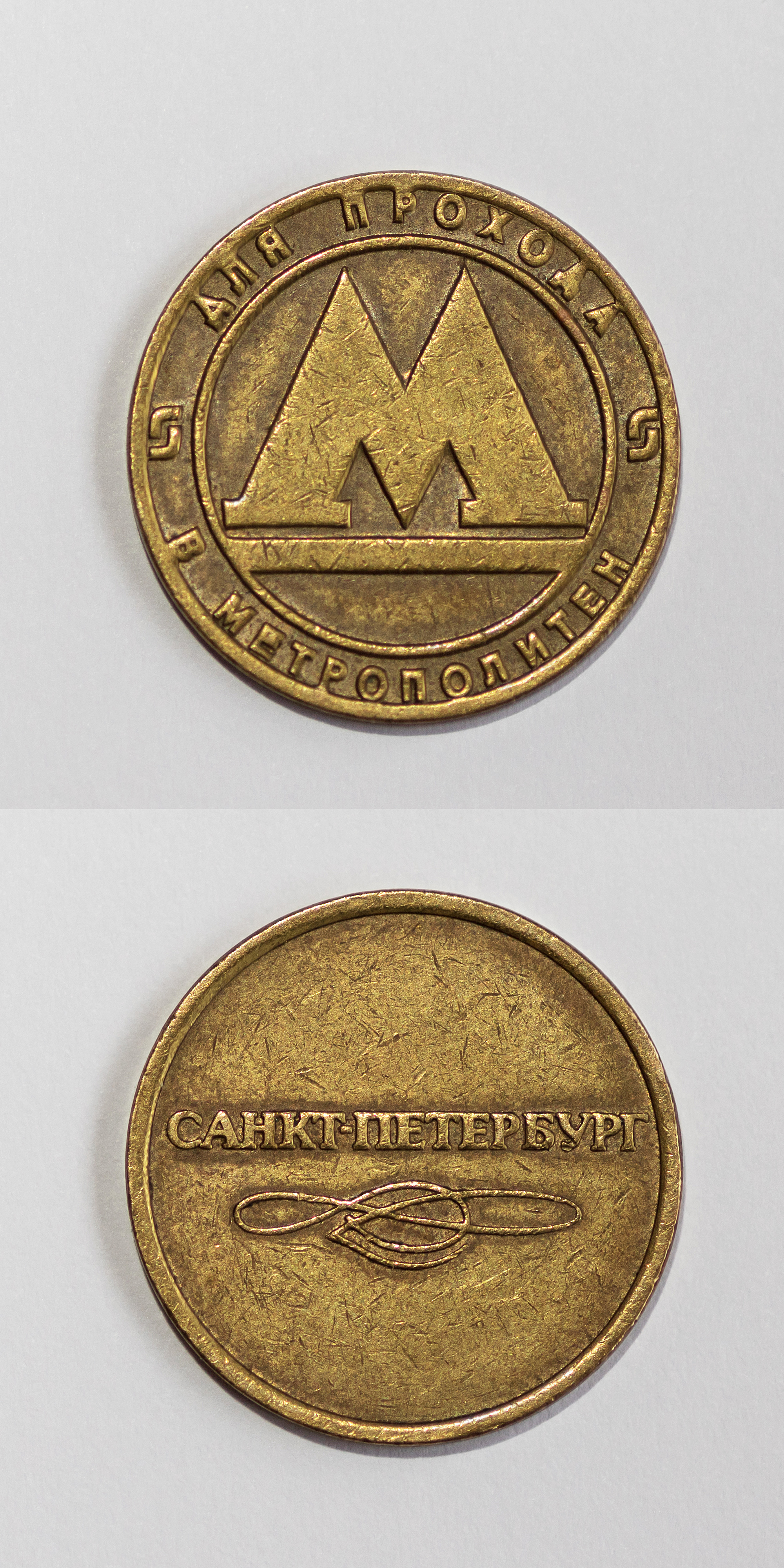
Жетон петербургского метрополитена
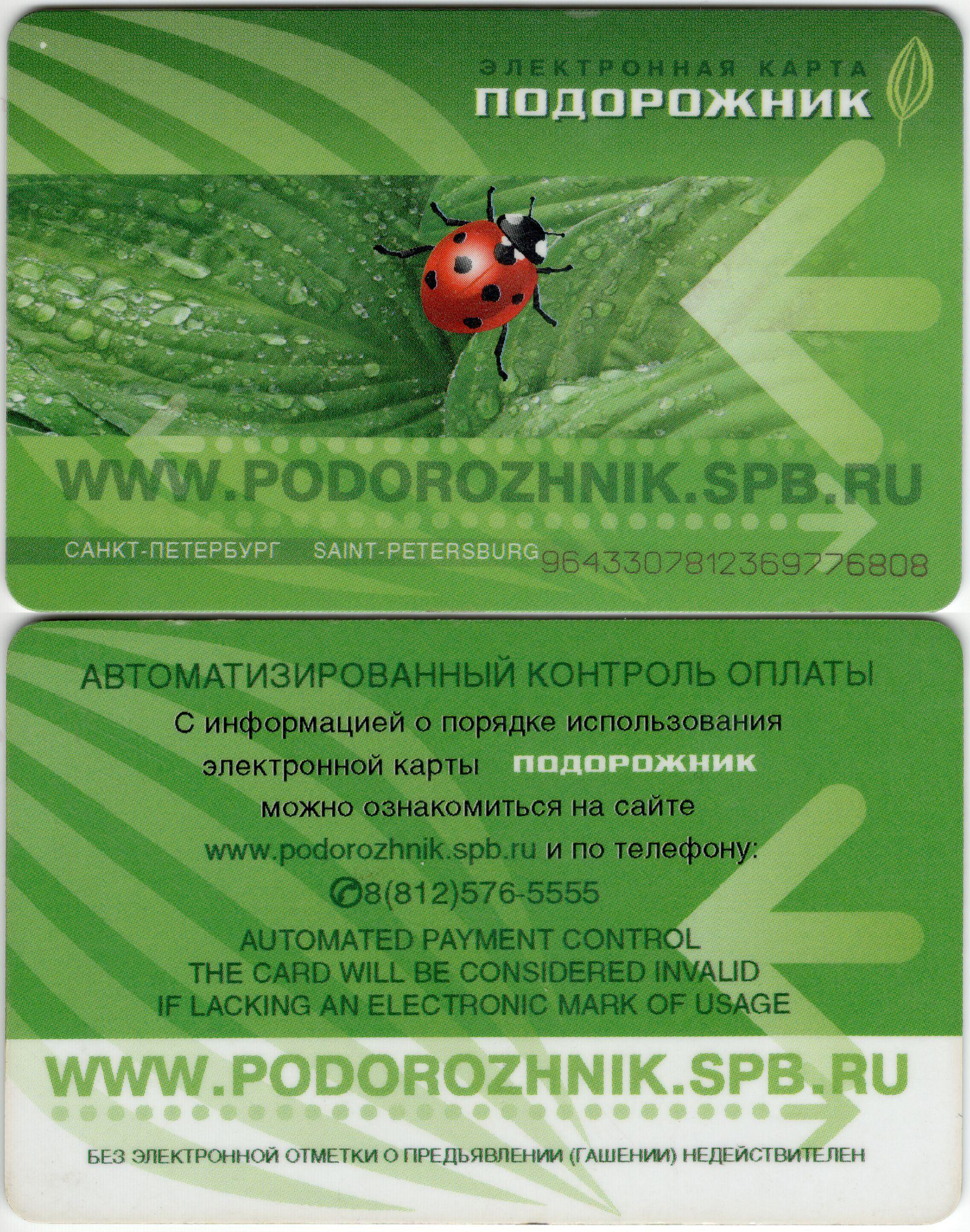
Электронная карта «Подорожник»

## Междугородный автобусный транспорт в Санкт-Петербурге

### Автовокзалы
- Автовокзал № 2
- Северный автовокзал (закрыт в 2019 году)

### Автостанции
- Парнас (закрыта)

## Водный транспорт в Санкт-Петербурге
Система перевозки пассажиров и грузов по рекам и каналам Санкт-Петербурга, а также по Невской губе работает с момента постройки города и играет в жизни Санкт-Петербурга значимую роль. По состоянию на начало XXI века город обладает большим количеством пристаней, причалов и портов. Раздельно осуществляется пассажирское и грузовое морское сообщение, речное прогулочное, пассажирское и грузовое сообщение, речная связь с другими городами.
Акватория Санкт-Петербурга допускает круглогодичную навигацию. На территории города находится несколько морских портов. Ими управляет Большой порт Санкт-Петербург.
Пассажирское морское сообщение осуществляется паромными и круизными судами. Судоходный сезон для малого судоходного флота в Санкт-Петербурге длится примерно с конца апреля по ноябрь. Развито малое судоходство по рекам и каналам Петербурга. Многочисленные прогулочные суда обслуживают туристов, предлагая экскурсии по водным артериям города.
С 2010 года действует водное маршрутное такси. Изначально были запущены 3 линии речных такси: «Приморская», «Кронштадсткая» и «Пригородная». С 9 августа 2010 года добавилась 4-я «Центральная» линия. В 2011 году в городе действовали 5 линий.

## Железнодорожный транспорт

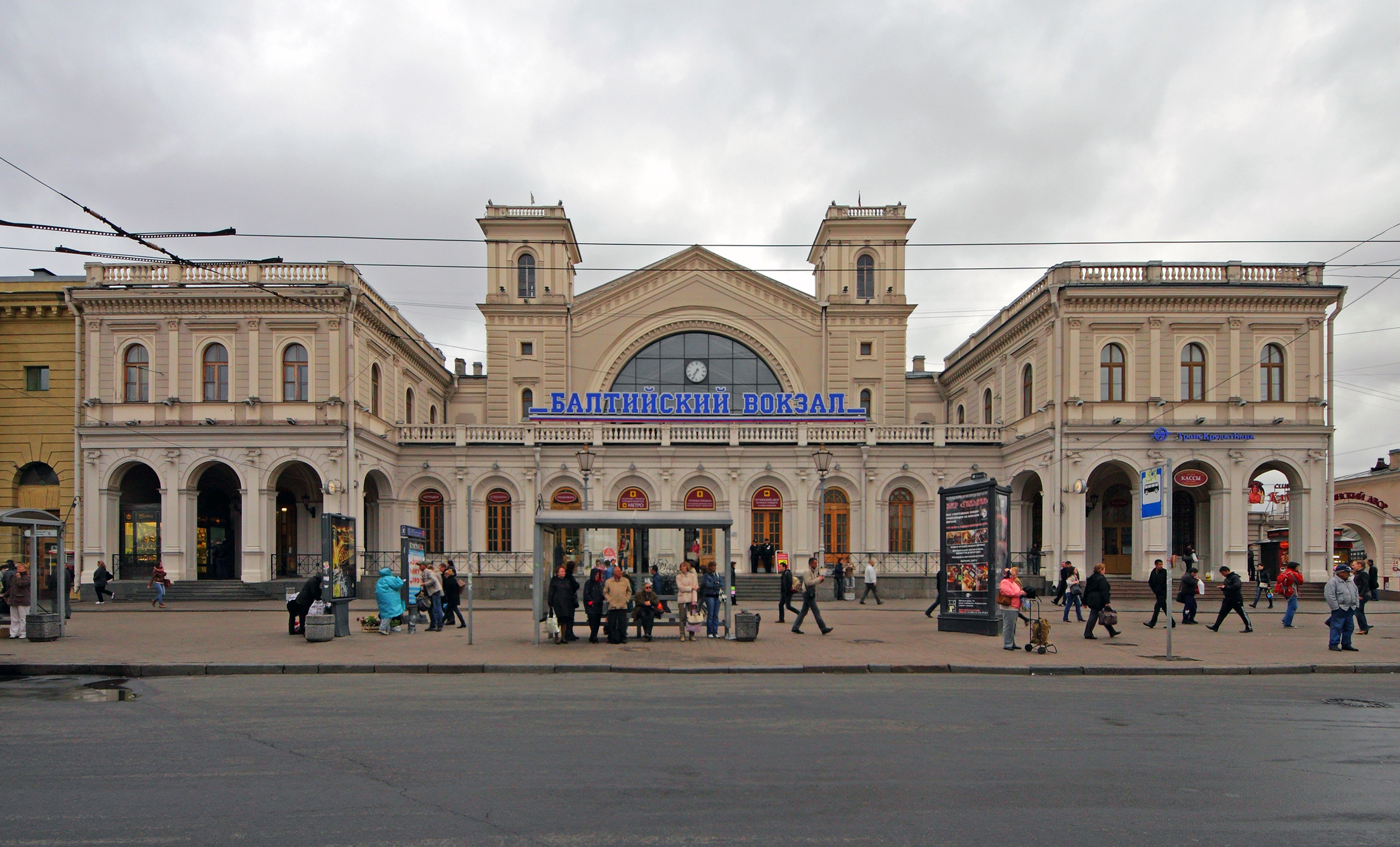
Балтийский вокзал

В городе имеется пять действующих пассажирских железнодорожных вокзалов:
- Балтийский вокзал (обслуживает пригородные поезда до Кингисеппа, Ивангорода и Сланцев, пригородный пассажиропоток на Петергоф, Ломоносов, Сосновый Бор, Гатчину, Лугу, Псков, Гдов)
- Витебский вокзал (поезда дальнего следования на Калининград, города Украины, Белоруссии, стран Балтии; пригородные перевозки на Павловск, Оредеж, Вырицу)
- Ладожский вокзал (поезда дальнего следования на Мурманск, Вологду, Архангельск, Тюмень, города востока России, Хельсинки; пригородные перевозки на Будогощь, Волховстрой, Невдубстрой, Бабаево)
- Московский вокзал (поезда дальнего следования на Москву, центр и юг России; пригородные перевозки на Кириши, Лодейное Поле, Волховстрой, Будогощь, Малую Вишеру, Великий Новгород)
- Финляндский вокзал (обслуживает пригородный пассажиропоток на Приозерск, Кузнечное, Выборг, Сестрорецк, Ладожское Озеро и др., а также поезда на Хельсинки).

Ранее в городе также функционировал Варшавский вокзал. В 2001 году он был закрыт, поезда, отправляющиеся с него, переведены на другие вокзалы, а в помещении вокзала теперь расположен торгово-развлекательный комплекс. На путях вокзала сначала была развёрнута экспозиция Музея железнодорожной техники, но после постройки нового здания для музея, вся техника была перевезена в новый музей, а пути — демонтированы.
До наводнения 1924 года на северо-востоке города существовал Приморский вокзал. После его упразднения линия была перетрассирована к современному виду, а направление на Сестрорецк начал обслуживать Финляндский вокзал.
В 1892—1926 годах в городе существовал Охтинский вокзал, обслуживавший Ириновскую узкоколейную дорогу современного направления на Всеволожск. В 1920-х годах дорога была перешита на стандартную колею, а отправление поездов переведено на Финляндский вокзал.
Через грузовые железнодорожные станции Петербурга проходит значительный объём грузов, в первую очередь перегружаемых на суда (экспортируемое сырьё — металлы, удобрения, лес и др.) или наоборот, с судов (импорт) в морском порту.
В Санкт-Петербурге расположены управления крупнейшей в России железной дороги — Октябрьской — и двух её отделений: Санкт-Петербургского и Санкт-Петербург-Витебского.
Существовали планы организации кругового движения электричек по типу S-bahn через Ладожский вокзал по Окружной линии ОЖД, но эти планы остаются нереализованными.
C 1948 года в городе действует детская железная дорога — Малая Октябрьская. Транспортного значения она не имеет, используется как внешкольное учебное заведение для профориентации и приобщения подрастающего поколения к железнодорожному транспорту.
По состоянию на конец лета 2023 года в Санкт-Петербурге планируется строительство системы городской электрички на базе существующей железнодорожной инфраструктуры по аналогии с МЦД. Планируется строительство двух полуколец, одно из которых соединяло бы Ораниенбаум с Сестрорецком, а другое — Гатчину и Тосно.

### Скоростные поезда
- Сапсан — высокоскоростной поезд курсирующий по маршруту С-Петербург—Москва и С-Петербург—Нижний Новгород.
- Невский экспресс — скоростной поезд курсирующий по маршруту С-Петербург—Москва.
- Аврора — скоростной поезд курсирующий по маршруту С-Петербург—Москва.

### Высокоскоростная железнодорожная магистраль
Проект ВСМ Москва — Санкт-Петербург строящейся магистрали высокоскоростного железнодорожного сообщения между Москвой и С-Петербургом для движения поездов со скоростью до 400 км/ч. Предполагаемая дата реализации проекта 2028 год. 

## Воздушный транспорт
Пассажирские перевозки осуществляются через аэропорт Пулково.
Пассажирооборот Пулково в 1 полугодии 2006 составил 2,17 млн человек (рост по сравнению с аналогичным периодом 2005 на 11,9 %), в том числе на внутренних линиях — 1,07 млн человек.
На территории города находятся несколько малых аэропортов:
- В Левашово — военный аэродром Левашово;
- В Пушкине — аэропорт Пушкин ( используется и военными, и для местных перевозок)
- В Горской — спортивный аэродром Горская;
- В Ново-Ковалёве — аэропорт Ржевка (на сегодняшний день закрыт);
- В Кронштадте — аэродром Бычье поле.

### Вертолётные площадки
По оценкам специалистов, по состоянию на весну 2008 года в Санкт-Петербурге эксплуатируется 17—25 вертолётов.
При этом закрытой для полётов без особого (московского) разрешения является зона, которая представляет собой пятиугольник с вершинами в районе станций метро «Старая Деревня», «Выборгская», «Новочеркасская», «Звёздная» и «Проспект Ветеранов».
По состоянию на 2015 год в Санкт-Петербурге эксплуатируются следующие посадочные площадки:
- Две площадки у Петропавловской крепости[35];
- На крыше отеля «Амбассадор»[35]; ( На  2024 год вертолетная площадка не действует, на ее месте возведен купол  и  находится сезонный бар  Teaser)
- Площадка в Петергофе, в Нижнем парке;
- На территории Речного яхт-клуба профсоюзов[36];
- Площадка на территории пассажирского порта Санкт-Петербург[37].

Правительство города планирует строить ещё несколько объектов:
- Четыре в Петроградском районе;
- Две в Центральном районе;
- Две в районе Купчино
- Три в Красносельском районе (одна в районе Лигово)
- В Приморском районе;
- 14 вертолётных площадок будет построено практически на всех развязках КАД;
- Вертодром в Пулкове;
- Вертодром в Левашове.

Также существует вертолётная площадка у Сестрорецкого болота со стороны Приморского шоссе.

## Перехватывающие парковки
В Санкт-Петербурге находятся 14 перехватывающих парковок. В ближайшее время городские власти планируют также открыть перехватывающие парковки в Рыбацком и Шушарах.
Парковки работают в бесплатном режиме при въезде с 6:01 до 20:00 и при выезде до 23:59. В платном с 20:01 до 06:01 при условии выезда с парковки до 07:01.
| Станция метро               | Адрес                                                | Кол-во маш-мест | Кол-во вел-мест |
| --------------------------- | ---------------------------------------------------- | --------------- | --------------- |
| Волковская                  | напротив дома 10 по Касимовской улице                | 151             | 11              |
| Бухарестская                | у дома 70, лит. А, по улице Салова                   | 89              | 11              |
| Гражданский проспект        | у дома 116, корп. 1, по Гражданскому проспекту       | 46              | 20              |
| Кировский завод             | у дома 47, лит. Ф, по проспекту Стачек               | 50              | 100             |
| Купчино                     | на пересечении Витебского проспекта и Звездной улицы | 93              | 11              |
| Купчино                     | западнее дома 108, лит. А по Витебскому проспекту    | 99              | 10              |
| Купчино                     | у дома 5, лит. О по Балканской пл.                   | 58              | 11              |
| Ладожская                   | у дома 65 по Заневскому проспекту                    | 117             | 11              |
| Ленинский проспект          | у дома 16 по проспекту Народного Ополчения           | 190             | 11              |
| Обухово                     | у дома 27 по улице Грибакиных                        | 330             | 11              |
| Парнас                      | у дома 162 по проспекту Энгельса                     | 155             | 11              |
| Площадь Александра Невского | у дома 30 по Синопской набережной                    | 121             | 11              |
| Политехническая             | у дома 29, лит. П, по Политехнической улице          | 61              | 11              |
| Проспект Просвещения        | у дома 30, корп. 1, по проспекту Просвещения         | 43              | 11              |
| Итого:                      |                                                      | 1603            | 251             |